# Ivan Sivec
Ivan Sivec, slovenski pisatelj, publicist, besedilopisec, slavist in etnolog, * 23. maj 1949, Moste pri Komendi.

## Življenjepis
Ivan Sivec se je rodil 23. maja 1949 v Mostah pri Komendi in od leta 1972 naprej živi z družino v Mengšu, na Medvedovi ulici 5. Napisal je 195 knjig (maj 2025).
Že kot otrok je kazal nadarjenost, zato so ga poslali v šolo že pri šestih letih. Osemletno osnovno šolo je obiskoval v letih 1955–1963, najprej dve leti v Komendi, nadaljeval pa jo je v Mostah. Ves čas je bil odličen učenec in pogosto je nastopal kot recitator ali igralec. K nastopanju in pisanju v Pionirski list, Ciciban in regionalni časopis Gorenjski glas ga je spodbujala predvsem profesorica slovenščine Ana Razpotnik.
V letih 1963–1967 je obiskoval štiriletno srednjo tehniško šolo, elektro smeri, na Vegovi ulici v Ljubljani in se po zaključku šolanja zaposlil pri RTV Slovenija kot tehnik pri oddajanju radijskega programa. Na tedanjem Radiu Ljubljana je kot dijak objavljal pravljice za otroke, humoreske in tudi feljtone. Kot dijak je popisoval za dr. Nika Kureta s Slovenske akademije znanosti in umetnosti gorenjske šege in navade, ter o njih veliko pisal v Gorenjski glas. Veliko spominov za to rubriko mu je povedal oče Andrej.
Po petih letih tehničnega službovanja se je leta 1973 vpisal na Filozofsko fakulteto, smer slavistika, kjer je diplomiral spomladi leta 1978, vmes pa ves čas pripravljal različne prispevke za Radio Ljubljana, od leta 1976 naprej tudi daljše reportaže za Dokumentarno-feljtonsko uredništvo. Leta 1979 se je zaposlil v Jutranjem uredništvu, od leta 1980 do upokojitve leta 2007 pa v Dokumentarno-feljtonskem uredništvu, kjer je bil najprej zaposlen kot novinar, od leta 1993–2005 pa urednik uredništva. Kot novinar je prekrižaril večji del Slovenije, službeno in zasebno pa je prepotoval tudi velik del Jugoslavije.
Zasebno je popotoval po poteh pisatelja Jacka Londona na Aljasko, po poteh pisatelja Julesa Verna po Franciji in na Mont Blanc (4810 m), po poteh etnologa Janka Benigarja po Argentini, po poteh antropologa Williama Howellsa po Namibiji, po poteh hribolazca Janka Mlakarja po evropskih gorah, po poteh Aboridžinov po Avstraliji, po poteh Maorov po Novi Zelandiji in po Prešernovih poteh po Sloveniji, Avstriji in Moravski.
Od leta 1972 živi z ženo Sonjo v Mengšu. Ima dva poročena otroka, Vesno in Iztoka, ter tri vnuke: Marka, Lano in Mašo. Vseh šest mu je tudi navdih za nekatere mladinske in humoristične knjige.
Leta 2002 je na etnološkem oddelku Filozofske fakultete v Ljubljani pri Marku Terseglavu in Janezu Bogataju zagovarjal magistrsko nalogo z naslovom Fenomen ansambla bratov Avsenik in si s tem pridobil naziv magister etnoloških znanosti.

## Glasbene uspešnice
Sivec je napisal besedila za številne uspešnice narodnozabavne in zabavne glasbe.
| Leto | Skladba                      | Izvajalec               |
| ---- | ---------------------------- | ----------------------- |
| 1980 | »Pod cvetočimi kostanji«     | Ansambel bratov Avsenik |
| 1984 | »Naši babici«                | Ansambel Vilija Petriča |
| 1984 | »Primorci smo veseli ljudje« | Ansambel Ottavia Brajka |
| 1985 | »Daj vina gor«               | Ansambel Henček         |
| 1986 | »Naj živi vesela družba«     | Ansambel Ivana Ruparja  |
| 1986 | »Srce je popotnik«           | Obvezna smer            |
| 1986 | »Čez praznike spet bom doma« | Obvezna smer            |
| 1987 | »Maj«                        | Obvezna smer            |
| 1987 | »Kjer lastovke gnezdijo«     | Franc Mihelič           |
| 1991 | »Srečno, mlada Slovenija«    | Lojze Slak              |
| 1991 | »Ciganska kri«               | Oto Pestner             |
| 1992 | »Žametne vrtnice«            | Boris Kopitar           |

## Delo
Napisal je največ knjig v Sloveniji – 195 knjig (maj 2025).
Njegovo delo je zaslužna profesorica Helga Glušič Krisper označila kot vitalni realizem s primesmi dokumentaristike.
Prvo daljše pripovedno delo Ivana Sivca je bila povest Pesem njenih zvonov, ki jo je napisal leta 1970. Najprej je izhajala kot podlistek v Kmečkem glasu (urednica Lučka Ušeničnik), v knjižni obliki pa je izšla leta 1972, zatem pa je bila še trikrat ponatisnjena (1982, 1992 in 2011). Na Sivčev slog pisanja povesti in romanov so zlasti v prvem obdobju najbolj vplivali Jurčič, Kersnik, Finžgar in Tavčar. V prvem pisateljskem obdobju je pisal predvsem kmečke povesti in romane.
Prvo pisateljevo mladinsko delo je pustolovski roman Pozabljeni zaklad, ki je bil prvič objavljen 1978, ponatisnjen pa leta 2001. Po njem je režiser Tugo Štiglic leta 2001 posnel celovečerni film, nastala pa je tudi tridelna televizijska nadaljevanka. Film je zaradi velike gledanosti – 30.000 gledalcev – kot tretji med filmi v Sloveniji prejel najvišje priznanje - zlato rolo. Po letu 1978 se je Sivec več posvečal pisanju mladinskih del, posebno pustolovskim romanom, knjigam s športno tematiko, socialno-psihološkim romanom in zbirki Srečna družina. Socialno-psihološki roman Zadnji mega žur (2001, ponatis 2005) je ena njegovih najbolj branih knjig, večkrat pa je bila tudi med prvimi najbolj branimi mladinskimi knjigami nasploh. Scenarist, režiser in igralec Roman Končar je po Sivčevih predlogah iz serije knjig Srečna družina posnel še tri celovečerne televizijske filme oziroma nadaljevanke in sicer Vlomilci delajo poleti (2009), Zakleta bajta (2010) in Princ na belem konju (2013). Med knjigami s športno tematiko sta med najbolj branimi Formula smrti (1997) in Zelena kri (1998).
K pisanju za mladino ga je navdušil pisatelj Branko Gradišnik. Je tudi učenec Gradišnikove kreativne šole pisanja.
Leta 1993 je izdal svoj prvi zgodovinski roman Jutro ob Kresu, sledila je Krvava grajska svatba (1997), literarni zgodovinarji (prof. dr. Helga Glušič Krisper) pa menijo, da je vrh dosegel s Sago o Karantaniji oziroma z romani Kralj Samo (2010), Cesar Arnulf (2010) in Kneginja Ema (2010). Enako obsežna in zelo dobro sprejeta pri bralcih sta tudi romana o soški fronti Ognjeni ruj (2011) in Zelena solza (2011).
Od leta 1991 naprej se veliko posveča pisanju biografskih romanov o pomembnih slovenskih možeh in ženah: o Petru Pavlu Glavarju (In večno bodo cvetele lipe, 1991), o Tonetu Kozlevčarju (Pesem je sonce, 1994), o Jakobu Aljažu (1994), o Simonu Gregorčiču (Biseri bolečine, 1996 in 2012), o Jožetu Peternelju-Mausarju (Umetnik z mehko dušo, 1999), o Mirku Lebarju (Hodim z rokami, 1999), o Jožetu Plečniku (Mojster nebeške lepote, 2001 in 2002), o Janezu Ciglerju (Povest o Janezovi sreči, 2002), o Dragojili Milekovi (Planinska roža, 2004), o Antonu Aškercu (Brodnikova oporoka, 2006), o Juliji Primic (Julija iz Sonetnega venca, 2006), o Maksimu Gaspariju (Slovenska pravljica Maksima Gasparija, 2007), o Anžetu Koširju (Prvi kranjski ropar, 2007) o Brezjanski mariji (Kraljica Slovencev, 2007), o Jerneju Kopitarju (Kamen nad gladino, 2007), o Karlu Destovniku-Kajuhu (Moji edini, ki jo ljubim, 2008), o sorodnikih in prijateljih pisateljev (Neznani znanci, 2009) in o Giuseppeju Tartiniju (Moj ljubljeni Tartini, 2012).
Po Prešernovem vzoru je v knjigo o Prešernu z naslovom Ribčev dohtar (2009) vpletel svoj sonetni venec z akrostihom »V IMENU LJUBEZNI«.
Napisal je več kot 3000 besedil za glasbo, pa tudi dve obsežni monografiji o razvoju narodno-zabavne glasbe na Slovenskem (Vsi najboljši muzikanti I, 1998 in Vsi najboljši muzikanti II., 2003), pa tudi biografije: o Avsenikih (Brata Avsenik, 1999 in 2010) in o Lojzetu Slaku (En godec nam gode, 2004), o Ivanki Kraševec Prešern in Ivanu Prešernu-Žanu (Najine sledi, 2012), izdal pa je tudi več zbirk besedil, med drugim Pod cvetočimi kostanji (2012).
Med spominsko prozo se vrača v mladost v knjigah Kruh ponoči spi (1994), Vsak klas je zlat (1995) in Zlati časi (2000), na humorističen način pa prikazuje polpreteklost v knjigah Male neumnosti (2003) in Radioaktivni spomini (2008). Spominsko oz. humoristično so obarvane tudi pripovedi, kot so Ženin proti svoji volji (1991), Bog na dopustu (1994), Dopust s taščo (2005), pa tudi več osebnih humorističnih izpovedi, pregled vseh Sivčevih knjig do stote pa je objavljen v knjigi Mojih prvih sto (2010).
Izdal je tudi več slikanic za otroke, med drugim Petelinja drsalna šola (2005) in Čarobni trikotnik (2011). Slikanice je ilustrirala Tina Švajger. Za mlajše bralce je izdal tri knjige, med katerimi je tudi pripoved Počitnice na Marsu (2008).
Od 40-letnice izdaje prve knjige so začeli izhajati ponatisi Sivčevih uspešnic v zbirki Večno zelene. Kot prva je izšla njegova prva povest Pesem njenih zvonov, zatem pa Pod cvetočimi kostanji (jagodni izbor najlepših besedil), Biseri bolečine in Triglavski kralj.
Svoje knjige predstavlja na šolskih bralnih značkah in na literarnih večerih, nastopa pa tudi kot slavnostni govornik. Doslej je imel že več kot tisoč tovrstnih nastopov po Sloveniji, nekaj pa tudi v drugih državah.
Za Radio Ljubljana oziroma Radio Slovenija je pripravil več kot 1100 polurnih oziroma enournih radijskih reportaž s pretežno pisnim delom, dvajset let je spremljal dogajanje na glasbeni sceni v Slovenskih novicah, kot publicist je priobčil veliko reportaž o pomembnejših ljudeh in dogodkih v Financah.

### Literarna dela
Pomembnejša Sivčeva dela:

#### Zgodovinski romani
- Jutro ob kresu (1993) (COBISS)
- Krvava grajska svatba (1997) (COBISS)
- Saga o Karantaniji:
- Kralj Samo (1. del; 2010) (COBISS)
- Cesar Arnulf (2. del; 2010) (COBISS)
- Kneginja Ema (3. del; 2010) (COBISS)
- Ognjeni ruj (2011) (COBISS)
- Zelena solza (2011) (COBISS)
- Zadnji keltski poglavar (2014) (COBISS)
- Usodna emonska lepotica (2014) (COBISS)
- Burja nad mrzlo reko (2014) (COBISS)
- Atila, šiba božja (2014) (COBISS)
- Vitezi jutranje zarje (2016) (COBISS)
- Bleščeče celjske zvezde (2016) (COBISS)
- Kraljica s tremi kronami (2016) (COBISS)
- Samotna divja roža (2016) (COBISS)
- Poslednji celjski knez (2016) (COBISS)
- Zgodbe o celjskih grofih in knezih (2017) (COBISS)
- Ne pozabi najine ljubezni (2018) (COBISS)
- Karantanski rokopisi (2018) (COBISS)
- Izgubljeno srce (2019) (COBISS)
- Obračun ob polni luni (2019) (COBISS)
- Slepa grofica (2020) (COBISS)
- Modra vrtnica (2020) (COBISS)
- Visoški gospod (2021) (COBISS)
- Ljubezen ob Kolpi (2021) (COBISS)
- Zemlja se z nami pogreza (2023) (COBISS)
- Sonce v megli (2023) (COBISS)
- Zbogom, ljubezen moja (2024) (COBISS)
- Upanje nikoli ne umre (2025) (COBISS)

#### Biografski romani
- In večno bodo cvetele lipe (1991) (COBISS)
- Triglavski kralj (1994, ponatis 2001) (COBISS)
- Biseri bolečine (1996) (COBISS)
- Mojster nebeške lepote (2001, ponatis 2002) (COBISS)
- Povest o Janezovi sreči (2002) (COBISS)
- Planinska roža (2004) (COBISS)
- Brodnikova oporoka (2006) (COBISS)
- Prvi kranjski ropar (2007)  (COBISS)
- Julija iz sonetnega venca (2006) (COBISS)
- Kamen nad gladino (2007, ponatis 2014) (COBISS)
- Moji edini, ki jo ljubim (2008) (COBISS)
- Neznani znanci (2009) (COBISS)
- Moj ljubljeni Tartini (2012) (COBISS)
- Resnica o Prešernu (2017) (COBISS)
- Jože Lap (2017) (COBISS)
- Sanje, daljše od življenja (2018) (COBISS)
- Simon Gregorčič (2019) (COBISS)
- Ljubil sem slovenski narod (2021) (COBISS)
- Brezdomec (2022) (COBISS)
- Blagoslov gora (2022) (COBISS)
- O, srečni dom nad zvezdami (2023) (COBISS)
- Vse generalove skrivnosti (2024) (COBISS)
- Naša koroška mati (2024) (COBISS)
- Naplavina davnega spomina (2024) (COBISS)

#### Zbirka Srečna družina
- Vlomilci delajo poleti (2004) (COBISS)
- Hišica v cvetju (2004) (COBISS)
- Božični studenec (2004) (COBISS)
- Ljubezen za eno poletje (2005) (COBISS)
- Bližnje srečanje z medvedko Pepco (2006) (COBISS)
- Cela Idrija nori (2007) (COBISS)
- Bomba na šoli (2008) (COBISS)
- Zakleta bajta (2009) (COBISS)
- Potopljeni vlak (2010) (COBISS)
- Princ na belem konju (2011) (COBISS)
- Dolenjska naveza (2012) (COBISS)
- Izgubljeni Prešeren (2012) (COBISS)
- Pustolovščina ob Soči. Huda kriminalka z eksplozivno granato (2014) (COBISS)
- Silvestrski poljub (2015) (COBISS)
- Neverjetne počitnice (2016) (COBISS)
- Prikazen v plamenih (2017) (COBISS)
- Ubogi kuža (2018) (COBISS)

#### Socialno-psihološki romani
- Zadnji mega žur (2001, ponatis 2005) (COBISS)
- Noč po mega žuru (2001) (COBISS)
- Finta v levo (2002) (COBISS)
- Faktor X (2005) (COBISS)
- Škorpijonov pik (2010) (COBISS)
- Pege na soncu (2014) (COBISS)

#### Pustolovski romani
- Pozabljeni zaklad (1987, ponatis 2001) (COBISS)
- Skrivnost zlate reke (1996, ponatis 2008) (COBISS)
- Krokarji viteza Erazma (1997) (COBISS)
- Čarobna violina (1998) (COBISS)
- Kapitanov ključ (2004) (COBISS)
- Prekletstvo zlata (2006) (COBISS)
- Prihajam vsak dan na breg (2016) (COBISS)

#### Potopisi
- Izgubljen na Aljaski (2005) (COBISS)
- Potovanje na streho Evrope (2007) (COBISS)
- Ranjeno drevo (2008) (COBISS)
- Zgodbe iz peska (2012) (COBISS)
- Ribčev dohtar (2009) (COBISS)
- Zgodbe iz peska (2012) (COBISS)
- Srebrna praprot (2013) (COBISS)
- Zlato kraljestvo (2014) (COBISS)

#### Knjige s športno tematiko
- Netopir brez kril (1995) (COBISS)
- Beli mušketir (1995) (COBISS)
- Formula smrti (1997) (COBISS)
- Zelena kri (1998) (COBISS)
- Enajsta ovira (1999) (COBISS)

#### Povesti in novele
- Pesem njenih zvonov (1972, ponatisi 1982, 1992, 2011) (COBISS)
- Kdaj bo sneg skopnel (1972) (COBISS)
- Grenki kruh (1974) (COBISS)
- Korenine grunta (1974) (COBISS)
- Klic domače zemlje (1976) (COBISS)
- Pristrižene peruti (1977) (COBISS)
- Sonce vzhaja počasi (1979) (COBISS)
- Setev pomladnega vetra (1980) (COBISS)
- Tedaj so cvetele češnje (1982) (COBISS)
- Prve lastovke (1984) (COBISS)
- Beg pred senco (1986) (COBISS)
- Sneg v maju (2001) (COBISS)
- Lepše življenje (2001) (COBISS)
- Ko se dotakneš neba (2019) (COBISS)
- Ob sončnem zahodu (2020) (COBISS)
- Sedem zlomljenih vrtnic (2020) (COBISS)
- Prav lepa je trnovska fara (2022) (COBISS)
- Moja lepa Ukrajinka (2024) (COBISS)
- Lokvanjev cvet (2025) (COBISS)

#### Knjige o glasbi
- Godec pred peklom (1989, ponatis 1994) (COBISS)
- Vsi najboljši muzikanti (I. del, 1998) (COBISS)
- Brata Avsenik (1999, ponatis 2010) (COBISS)
- Tisoč najlepših besedil (2002) (COBISS)
- Vsi najboljši muzikanti (II. del, 2003) (COBISS)
- En godec nam gode (2004) (COBISS)
- Godec v nebesih, 2010. (COBISS)
- Pod cvetočimi kostanji (2011) (COBISS)
- Franc Mihelič: Glasba je moj čarobni svet (2014) (COBISS)
- Naš Mengeš (2015) (COBISS)
- Viharnik vrh gora (2015) (COBISS)
- Lojze Slak (2017) (COBISS)
- Ajda na polju (2019) (COBISS)
- Miha Dovžan (2019) (COBISS)
- Radovan Gobec (2019) (COBISS)
- Srečno, mlada Slovenija (2021) (COBISS)
- Nepozabno življenje (2023) (COBISS)

#### Spominska proza
- Kruh ponoči spi (1994) (COBISS)
- Vsak klas je zlat (1998) (COBISS)
- Zlati časi (2000) (COBISS)
- Male neumnosti (2003) (COBISS)
- Radioaktivni spomini (2008) (COBISS)
- Očetove zgodbe (2014) (COBISS)
- Kako se je Sivec pokvaril (2018) (COBISS)
- Modre misli po poti življenja (2019) (COBISS)
- Sledi mojih poti (2024) (COBISS)

#### Humorne pripovedi
- Ženin proti svoji volji (1991) (COBISS)
- Bog na dopustu (1994) (COBISS)
- Mojih prvih petdeset (1999) (COBISS)
- Dopust s taščo (2005) (COBISS)
- Sol življenja (2007) (COBISS)
- Kako sem postal slaven (2007) (COBISS)
- Male Butale (2009) (COBISS)
- Mojih prvih šestdeset (2009) (COBISS)
- Mojih prvih sto (2010) (COBISS)
- S prijateljico v postelji (2017) (COBISS)
- Mojih prvih sedemdeset (2019) (COBISS)

#### Slikanice za najmlajše bralce
- Dober dan, palčki (1991) (COBISS)
- Petelinja drsalna šola (2005) (COBISS)
- Zabava na nebu (2006) (COBISS)
- Prstani za princesko Francesko (2008) (COBISS)
- Dobra vila Valentina (2009) (COBISS)
- Palček Zalivalček (2010) (COBISS)
- Palček Volanček (2010) (COBISS)
- Čarobni trikotnik (2011) (COBISS)
- Ura je na morje šla (2017) (COBISS)
- Prešernova prva ljubezen (2022) (COBISS)
- Zlatobrad, Tavčarjev skrivnostni škrat (2023) (COBISS)
- Lahkokrila, Trdinova gorska vila (2024) (COBISS)

#### Knjige za mlajše bralce
- Pika in hišni robot xy-13 (2007) (COBISS)
- Počitnice na Marsu (2008) (COBISS)
- Pika pri Piki (2021) (COBISS)
- Pika pri Božičku (2022) (COBISS)
- Pika pri Heidi (2023) (COBISS)
- Pika pri Kekcu (2023) (COBISS)
- Pika pri medvedku Puju (2025) (COBISS)
- Pika pri Grdem račku (2025) (COBISS)
- Pika pri Martinu Krpanu (2025) (COBISS)

#### Zbirka uspešnicVečno zelene
- Pesem njenih zvonov (2011) (COBISS)
- Pod cvetočimi kostanji (2012) (COBISS)
- Biseri bolečine (2013) (COBISS)
- Triglavski kralj (2014) (COBISS)

Kasete in zgoščenke
- Ura je na morje šla, Založba Mladinska knjiga, 2017, zgoščenka

## Nagrade
- Štirideset nagrad na glasbenih festivalih na Ptuju, Števerjanu, Slovenski polki in valčku itd. (1977–2008).
- Zlata Kersnikova plaketa za ustvarjanje na literarnem področju (1986).
- Priznanje Franca Terseglava za pokončno novinarsko držo pri odstiranju zamolčane zgodovine Slovencev (1996).
- Zlata rola za gledanost filma Pozabljeni zaklad, posnetega po Sivčevi literarni predlogi (2002).
- Souvanova nagrada za življenjsko delo za zakladnico slovenskih besedil (2002).
- Zlato priznanje občine Mengeš za literarno delovanje (2010).
- Red za zasluge RS za 'izjemno obsežen, raznolik in odmeven avtorski opus, ki neguje narodno zavest'. (2019)
- Častni občan Občine Kostel (2021)